# Sultan-Murad-Moschee (Skopje)

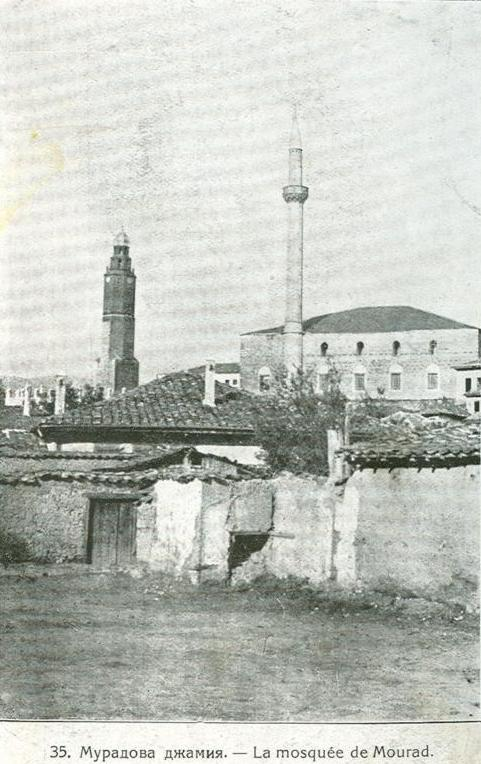
Die Sultan-Murad-Moschee und der osmanische Uhrturm auf einer Fotografie von 1919.

Die Sultan-Murad-Moschee (albanisch Xhamia e Sulltan Muratit, mazedonisch Султан-муратова џамија) ist eine von Sultan Murad II. gestiftete Moschee in der nordmazedonischen Hauptstadt Skopje. Sie befindet sich zusammen mit der Ishak-Bey-Türbe auf einer Erhebung in der Altstadt und gehört zu den ersten Moscheen der Stadt am Vardar.

## Aufbau und Ausstattung
Die Sultan-Murad-Moschee wurde 1436 errichtet und zählt zu den ältesten bis heute erhaltenen in ganz Mazedonien. Zu ihrer Zeit befanden sich neben dem islamischen Gotteshaus auch eine Madrasa und ein İmaret, die zu den berühmtesten in Skopje gehörten. Heute stehen um diesen Gebäude-Ensemble nur noch einzelne Ruinen der Madrasa sowie der frühere Friedhof, in dem sich auch zwei Türben befinden: die Türbe des Sultan Beyhan und das Mausoleum der Familie von Ali Pascha Dagestan. Im nördlichen Teil des Moschee-Grundstückes steht zudem der Uhrturm von Skopje, welcher grundlegendes Teil des Moschee-Komplexes ist.

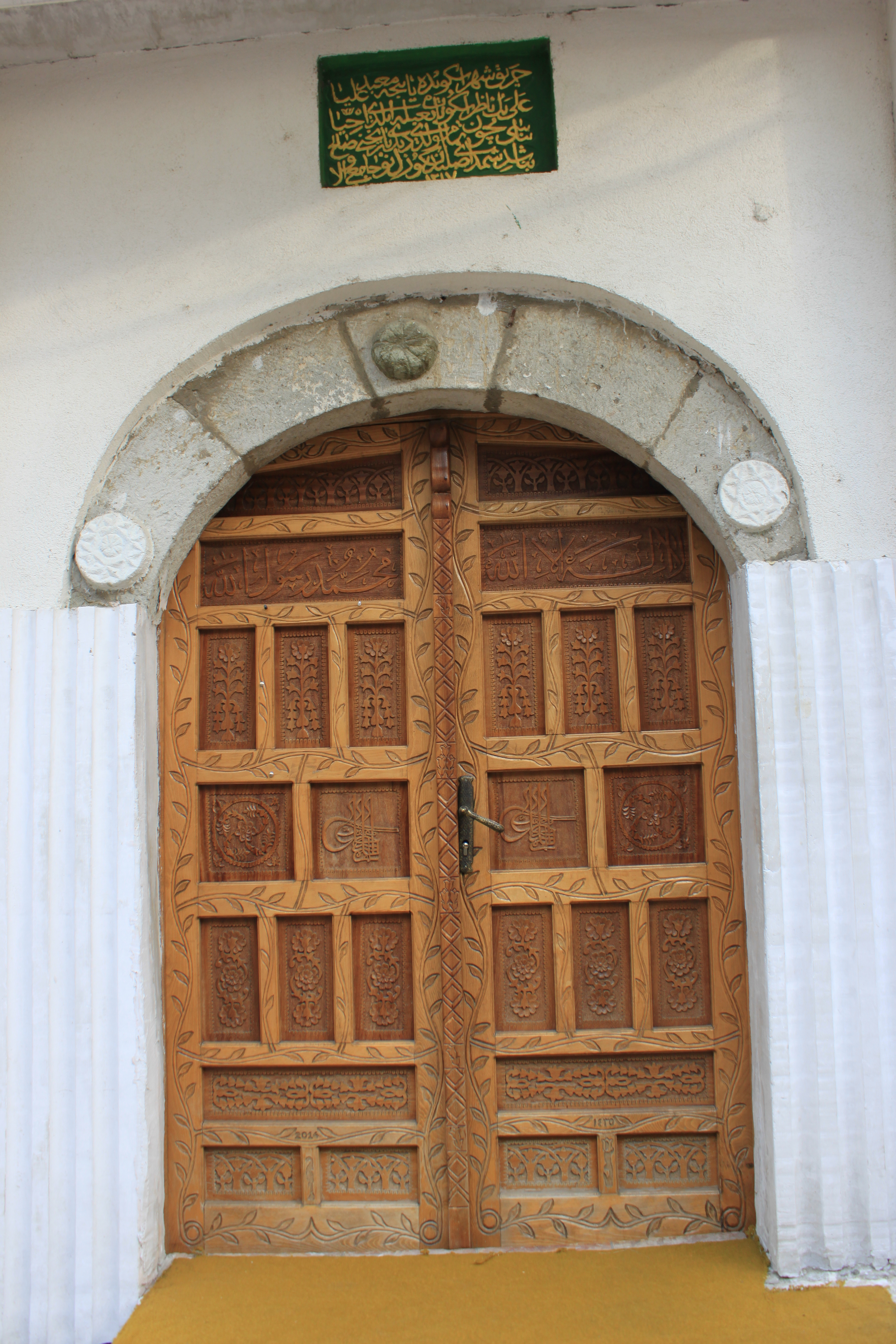
Eingang der Sultan Murad Moschee

Das Hauptgebäude besteht aus einem 36 mal 27 Meter großen Grundriss und ist gen Norden mit einem Portikus ausgestattet, der von fünf durch Rundbögen verbundene Säulen getragen wird. An der nordwestlichen Ecke steht das Minarett, welches insgesamt 114 Treppenstufen im Innern besitzt (Anzahl Suren im Koran). Der gesamte durch ein Walmdach bedeckte Bau besteht nahezu vollständig aus Stein, mit Ausnahme einiger Holzelemente, die im Innenraum anzutreffen sind. Südlich und südöstlich angeschlossen sind zudem die zwei Türben. Vor dem Portikus steht des Weiteren eine kleine Grünanlage.

## Geschichte
Die Moschee wurde 1436 von einem Architekten namens Husein aus Debar erbaut. Der Gebäudekomplex überstand zwar das schwere Erdbeben von 1515, wurde aber mehrmals durch Feuer beschädigt, so 1537 und 1689 im Rahmen des Großen Türkenkriegs (1683 bis 1699), als österreichische Truppen unter General Giovanni Norberto Piccolomini am 25. Oktober 1689 die Stadt einnahmen und sie am 26. und 27. Oktober niederbrannten, wobei die Moschee schwer beschädigt wurde. Mit Hilfe des Sultans Ahmed III. wurden 1711 die Brandschäden beseitigt und das Minarett wieder aufgebaut.
1793 gab es einen weiteren Brand, dessen Folgen erst durch die Renovierung 1802 beseitigt wurden. Durch das schwere Erdbeben am 26. Juli 1963 wurde die Moschee schwer beschädigt und erst 1982 wieder restauriert. Heute ist die Moschee wieder als Gotteshaus zugänglich.

## Einzelnachweise

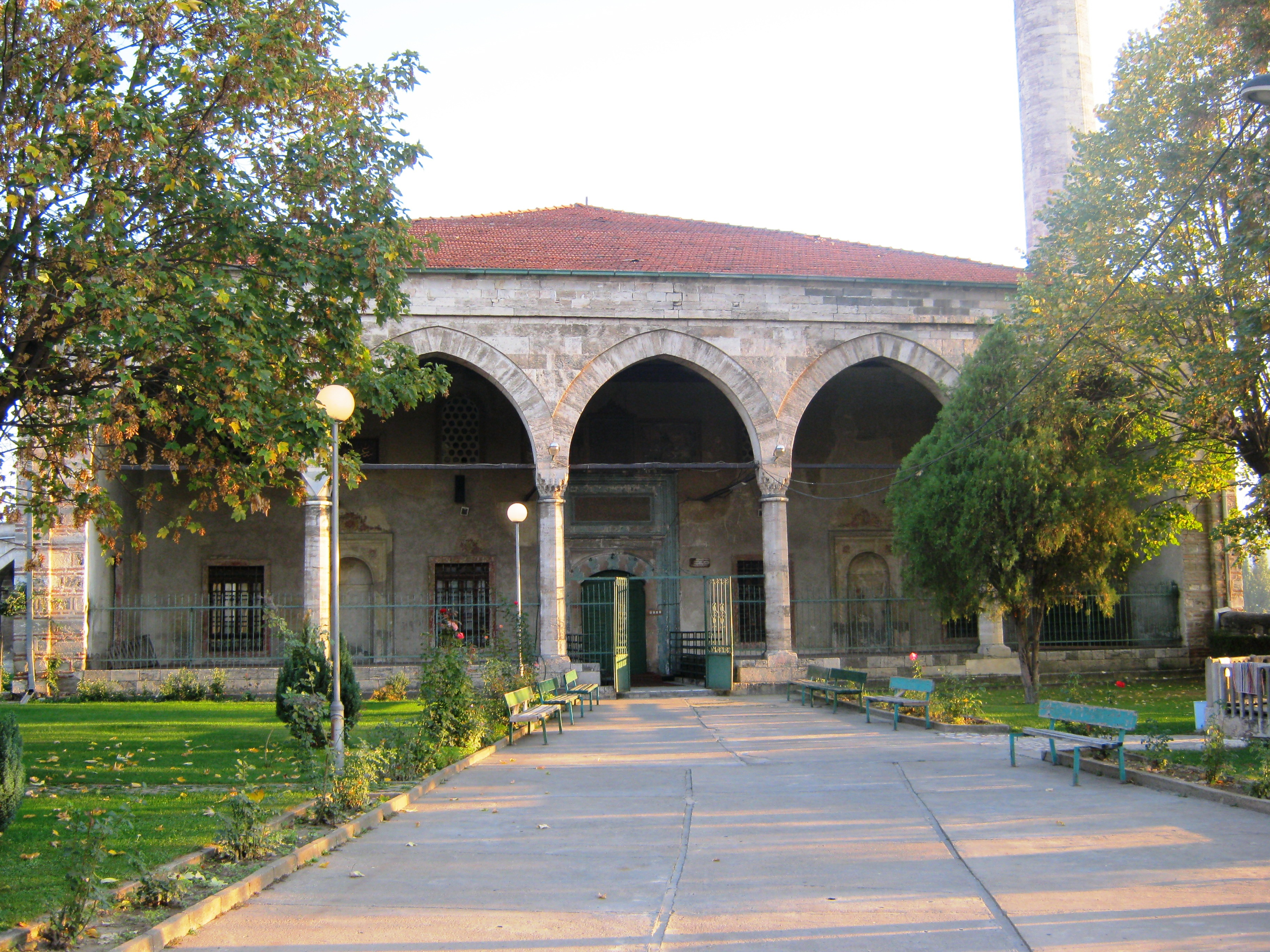
Blick auf die Moschee